# Ottendorf (Ahlerstedt)

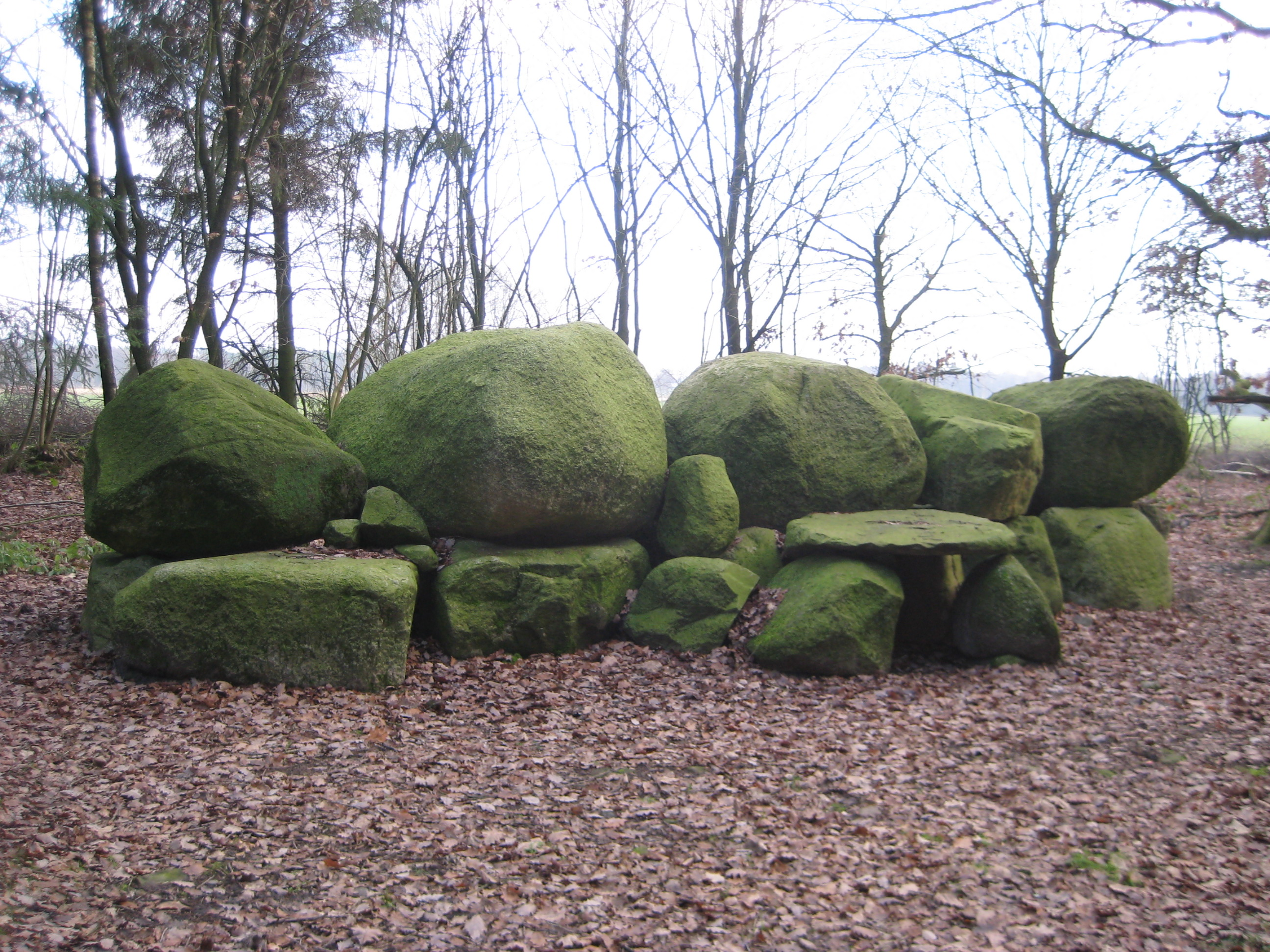
Rekonstruiertes Megalithgrab von Ottendorf

Ottendorf (plattdeutsch Ottendörp) ist ein Ortsteil der Gemeinde Ahlerstedt im Landkreis Stade (Niedersachsen). Zu Ottendorf gehört auch das Dorf Klethen.

## Geographie
Die Aue durchfließt Ottendorf. Ein alter Heer- und Pilgerweg (Via Romea) führt an Ottendorf vorbei. An ihm sind mehrere Findlinge und ein Megalithgrab aufgestellt. Er wurde bereits von Napoleon Bonaparte genutzt.

### Nachbarorte
| Winderswohlde, Oersdorf |                                             | Ahlerstedt, Bockholt, Klethen |
| Kohlenhausen            | Kompassrose, die auf Nachbargemeinden zeigt |                               |
| Wense, Viehbrock        | Wangersen                                   | Bokel                         |

## Geschichte
Seit über 4000 Jahren ist Ottendorf nachweislich besiedelt; es wurden jungsteinzeitliche Werkzeuge und über 40 Hünengräber gefunden.
Ottendorf wurde 1503 als Ottendorpe mit fünf Höfen erstmals urkundlich erwähnt.

### Regionale Zugehörigkeit
Vor 1885 gehörte Ottendorf zur Börde Ahlerstedt im Amt Harsefeld, nach 1885 zum Kreis Stade und seit 1932 zum heutigen Landkreis Stade. 
Von 1967 bis zum 1. Juli 1972 gehörte Ottendorf als Ortsteil der Gemeinde Ottendorf-Klethen zur Samtgemeinde Ahlerstedt und wurde zum 1. Juli 1972 im Zuge der Gemeindereform in Niedersachsen nach Ahlerstedt eingemeindet.

### Einwohnerentwicklung
| Jahr | Einwohner            |
| ---- | -------------------- |
| 1824 | 11 Feuerstellen      |
| 1848 | 151 Leute, 27 Häuser |
| 1910 | 342                  |
| 1925 | 379                  |
| 1933 | 411                  |
| 1939 | 434                  |

### Kirche
Ottendorf ist evangelisch-lutherisch geprägt und gehört zum Kirchspiel der Kirche Ahlerstedt.

## Wirtschaft und Infrastruktur

### Verkehr

#### Straße
Ottendorf liegt an der Kreisstraße 55, die im Osten an die Landesstraße 124 heranführt. Nebenstraßen führen nach Wense, Viehbrock und Bokel.

#### Schiene
Der nächste Bahnhof liegt 9 km entfernt in Bargstedt an der Bahnstrecke Bremerhaven–Buxtehude.

### Wirtschaft
17 Voll- und 12 Nebenerwerbsbetriebe teilen sich die landwirtschaftliche Nutzfläche von 6,20 km².

## Galerie

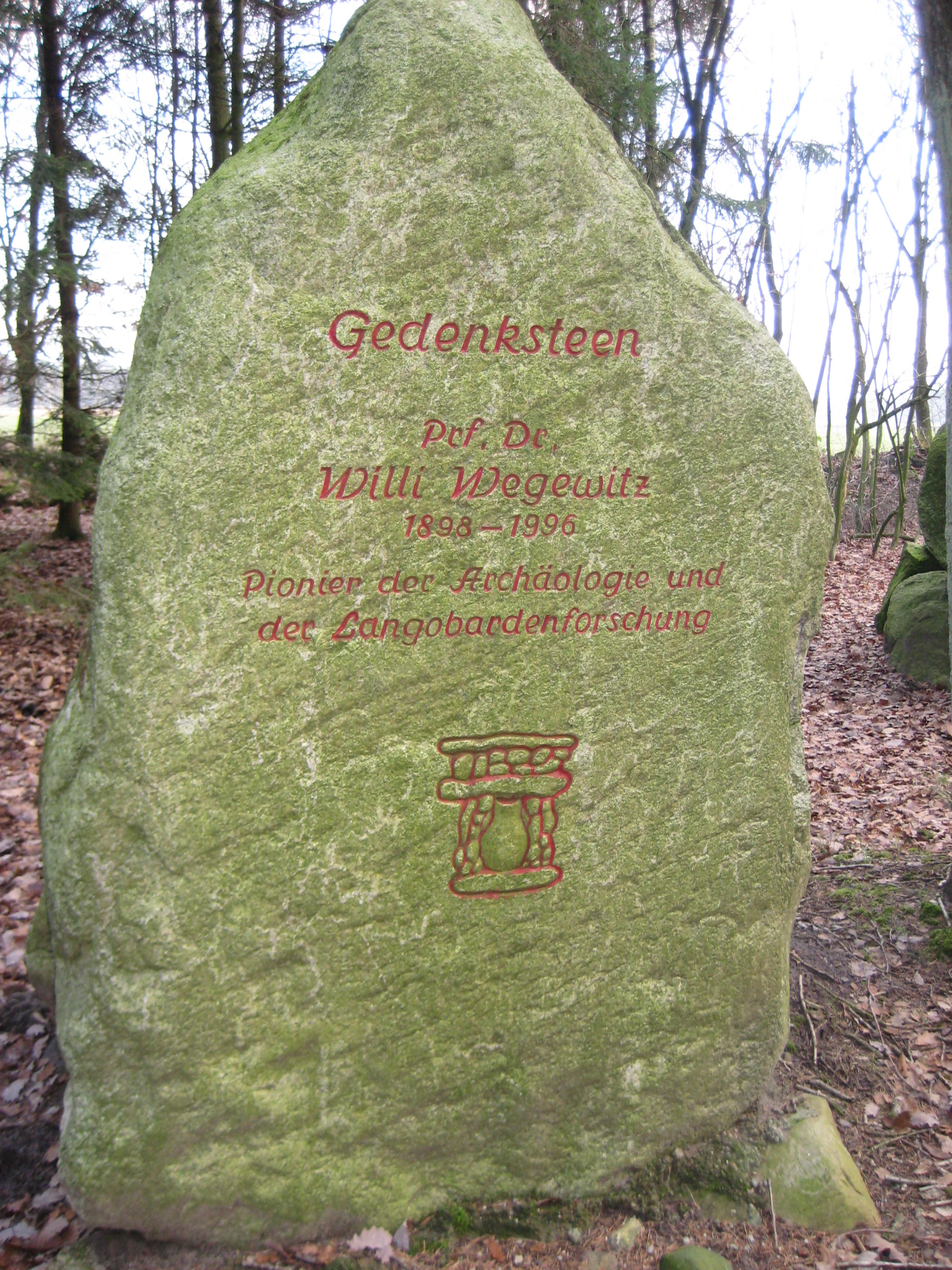
Gedenkstein für Willi Wegewitz.
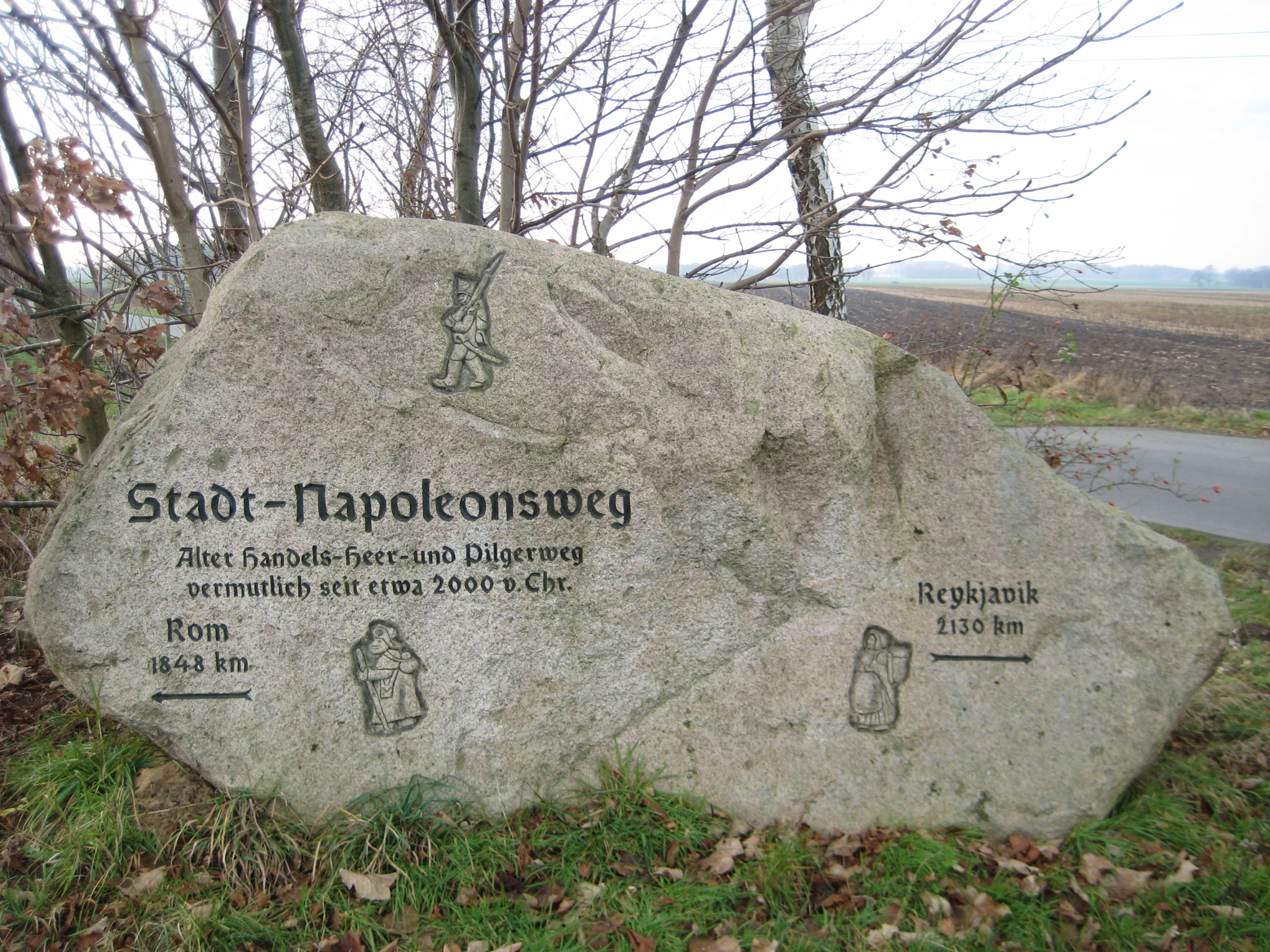
Stein am Napoleonsweg.
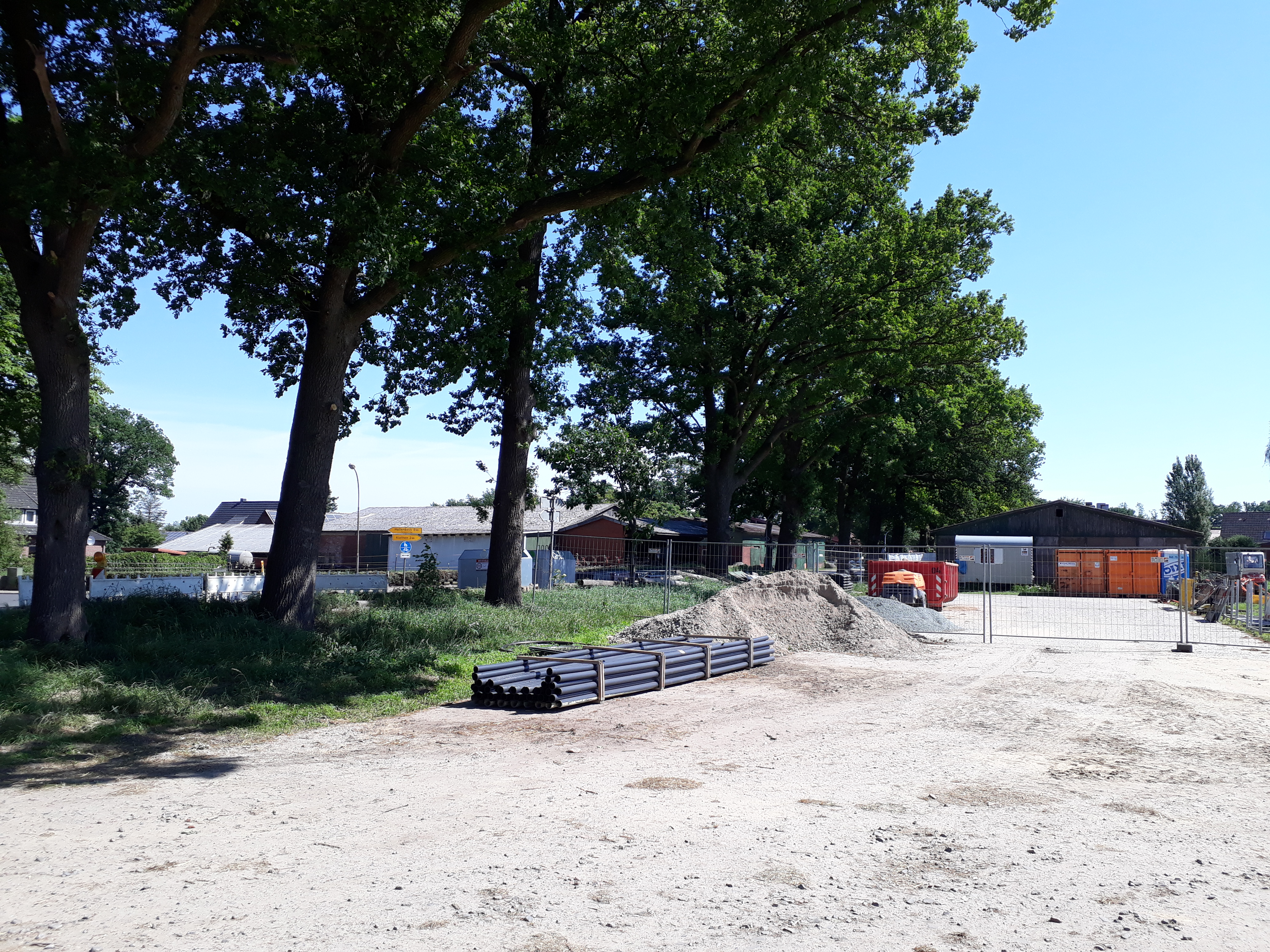
Ortsansicht
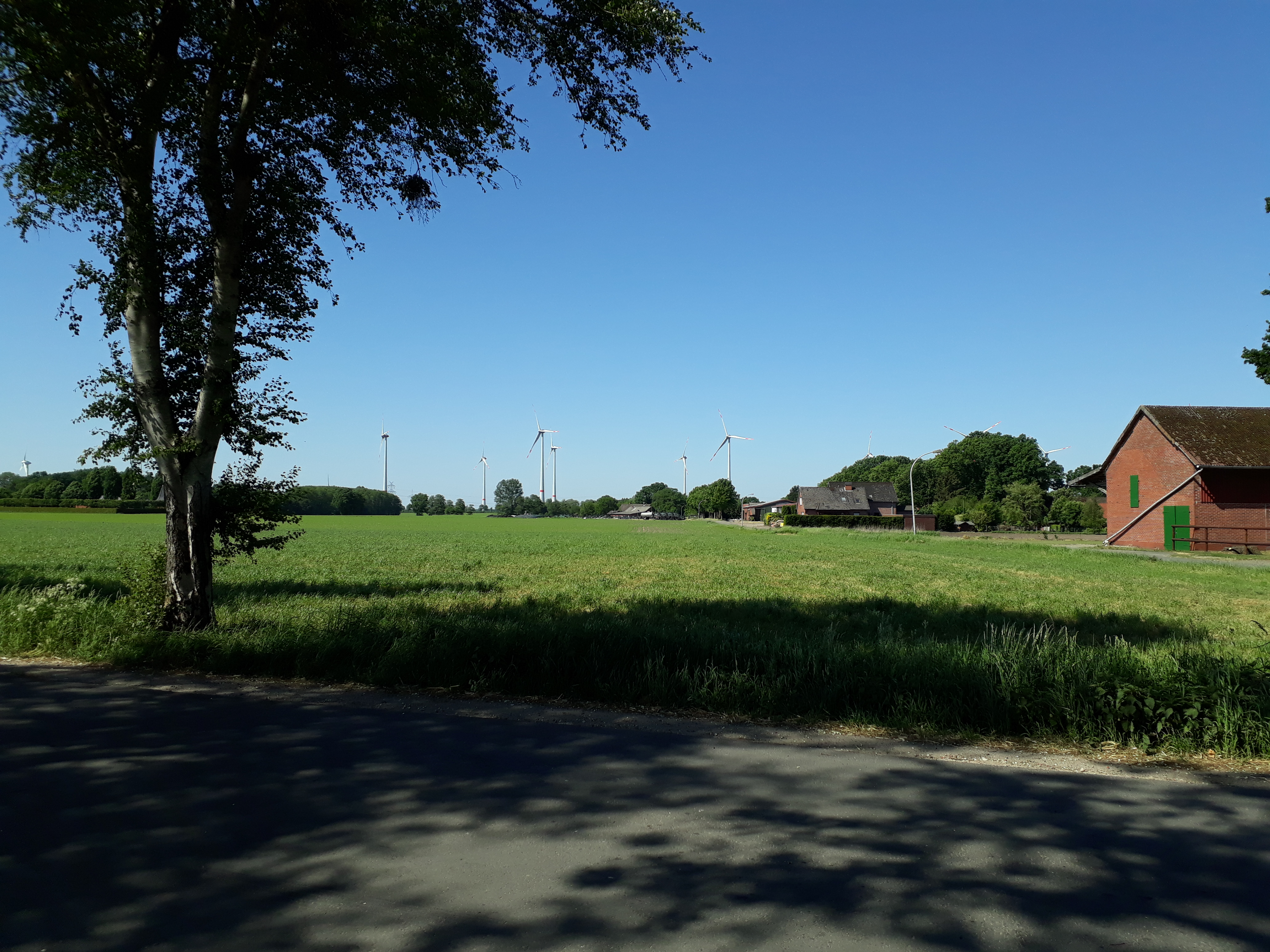
Siedlung mit Windpark Ottendorf im Hintergrund.

## Kultur

### Baudenkmale
In der Liste der Baudenkmale in Ahlerstedt ist für Ottendorf ein Baudenkmal eingetragen:
- Rickstücken 3: Wohn-/Wirtschaftsgebäude

### Sport

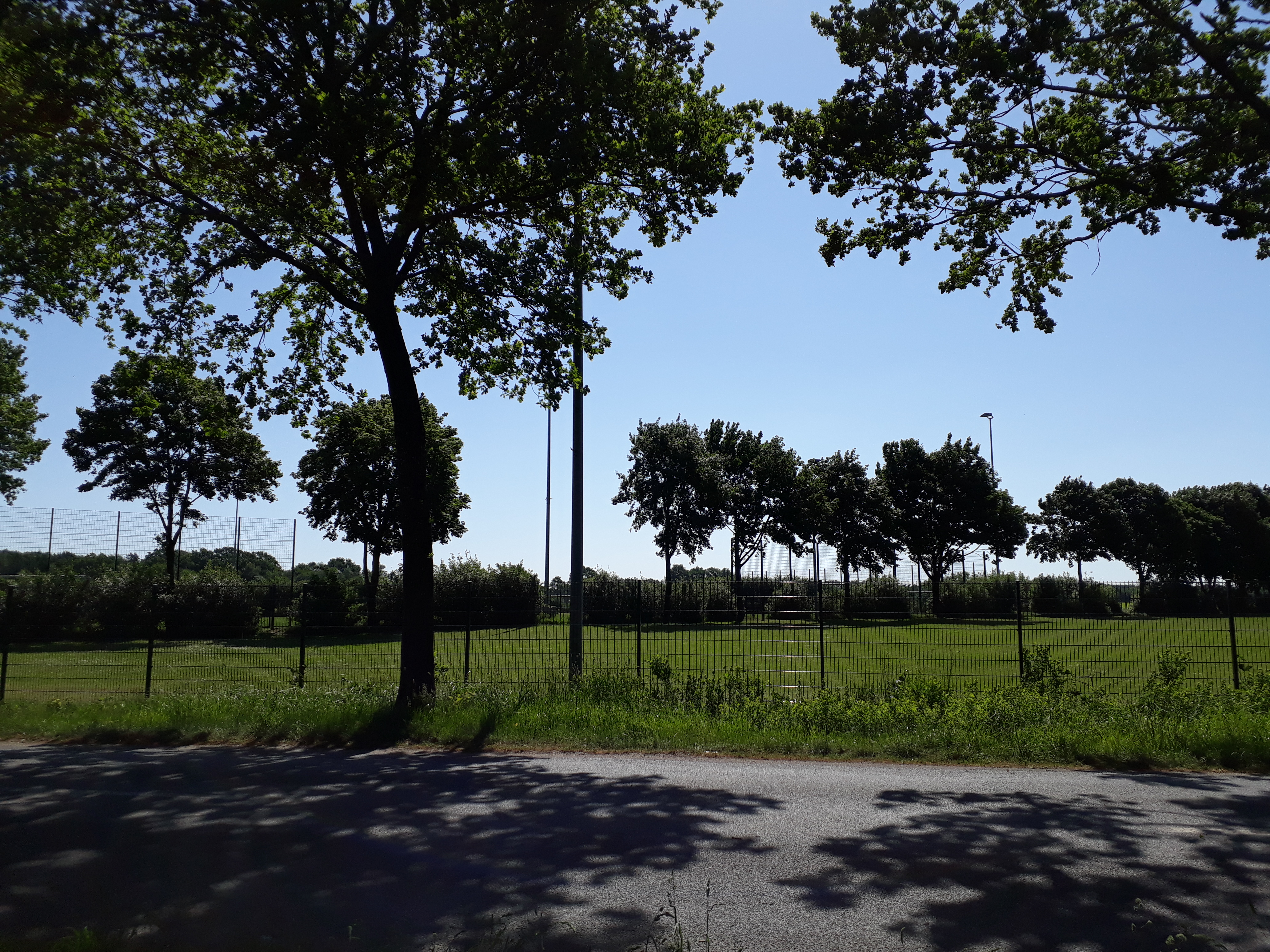
Fußballplatz in Ottendorf.

Die erste Männermannschaft des Fußballvereins SV Ahlerstedt/Ottendorf spielte 2024 in der sechsklassigen Landesliga Lüneburg. Die Heimspiele werden im Stadion am Auetal (1500 Plätze) in Ahlerstedt ausgetragen.
Die erste Damenmannschaft spielt in der viertklassigen Oberliga Niedersachsen West.

### Vereine
- Anglergemeinschaft Auetal Ottendorf e. V.
- Dorfgemeinschaft Ottendorf-Klethen
- Heimatverein Ottendorf
- Museumsverein Ottendorf

### Museen
- Dorfschmiedemuseum "Muckels Schmeer"

### Sehenswürdigkeiten
Sehenswert ist der Jakobsweg (heute nur noch ein Feldweg); an ihm sind mehrere Gedenksteine und ein rekonstruiertes Megalithgrab aufgestellt.

## Persönlichkeiten
- Lydia Fischer (* 1949), deutsche Politikerin (CDU)